# Eremophila calorhabdos
Eremophila calorhabdos är en flenörtsväxtart som beskrevs av Friedrich Ludwig Diels. Eremophila calorhabdos ingår i släktet Eremophila och familjen flenörtsväxter. Inga underarter finns listade i Catalogue of Life.